# Víctor Polay
Víctor Polay (ur. 6 kwietnia 1951 w Callao) – jeden z twórców i pierwszych przywódców Ruchu Rewolucyjnego im. Tupaca Amaru (hiszp. Movimiento Revolucionario Tupac Amaru (MRTA)).

## Życiorys
Urodził się w rodzinie Víctora Polaya Risco i jego żony Otilii Campos. Jego ojciec był jednym z twórców i przywódców Amerykańskiego Ludowego Sojuszu Rewolucyjnego (APRA, PAP) i był z jego ramienia deputowanym. Miał troje rodzeństwa: brata Víctora
Julio oraz siostry Victorię i Otilię. Edukację na poziomie podstawowym zdobył w kolegium św. Antoniego w Callao, zaś średnim – w publicznym kolegium 10 maja. Następnie podjął studia na kierunku inżynieria mechaniczna na Uniwersytecie Technicznym w Callao. Był członkiem APRA i z jej ramienia uczestniczył w szeregu kongresów politycznych. W 1972 został sekretarzem generalnym komitetu wykonawczego partii w Callao. W tym samym roku został po raz pierwszy zatrzymany przez policję, razem z innymi członkami APRA, podejrzany o podkładanie ładunków wybuchowych w Limie i Icy.
W 1973 został wysłany do Francji i Hiszpanii na studia socjologiczne. Wcześniej praktykujący katolik, Polay zetknął się w czasie pobytu w Europie z ideami ateizmu i radykalnego marksizmu. Po powrocie do kraju zaczął działać w organizacjach trockistowskich oraz marksistowsko-leninowskich. Wstąpił w 1977 do Rewolucyjnego Ruchu Lewicy (hiszp. Movimiento de la Izquierda Revolucionaria, MIR). Po wyborze Alana Garcíi (którego osobiście poznał w czasie studiów w Europie) na prezydenta Peru w 1985, ogłosił, iż krajowi potrzebny jest rewolucyjny przewrót polityczny, a działalność centrolewicowej APRA przestała mieć znaczenie. Wcześniej, w 1982, brał kierowniczy udział w sformowaniu Ruchu Rewolucyjnego im. Tupaca Amaru. Od tego momentu zajmował się wyłącznie nielegalną działalnością partyzancką.
3 lutego 1989 został po raz pierwszy schwytany przez peruwiańską policję w Huancayo. Osadzony w więzieniu w Limie pod zarzutem działalności terrorystycznej, zbiegł z niego razem z 47 innymi więźniami. Pojmany po raz drugi trzy lata później, w Limie, został osadzony w Yanamayo-Puno. 3 kwietnia 1993 sąd wojskowy skazał go na dożywotnie więzienie. Na mocy tego wyroku Polay został przetransportowany do więzienia specjalnego nadzoru w bazie marynarki wojennej w Callao.
W 2003 trybunał konstytucyjny Peru uznał, że skazanie Polaya było sprzeczne z konstytucją i polecił ponownie rozpatrzyć jego sprawę przed sądem cywilnym. Nowy proces zakończył się w marcu 2006 wyrokiem skazującym lidera MRTA na 32 lata więzienia. Został on uznany za winnego ok. 30 przestępstw popełnionych w latach 80. i 90. XX wieku.
W czerwcu 2011 grupa polityków urugwajskich, byłych działaczy partyzantki Tupamaros, wystosowała list do prezydenta elekta Peru, Ollanty Humali, z prośbą o „bardziej humanitarne” traktowanie Polaya i innych byłych członków MRTA odbywających kary pozbawienia wolności. Zdaniem autorów listu należy dokonać rozgraniczenia między terroryzmem uprawianym przez konkurencyjną wobec RMTA organizację Świetlisty Szlak, a „powstaniem zbrojnym”, jakie przeprowadził Ruch Rewolucyjny im. Tupaca Amaru. Podnieśli oni również fakt, iż Polay wyraził skruchę z powodu strat, jakie wyrządziły działania jego organizacji. W ocenie piszących Polay powinien zostać przeniesiony z bazy wojskowej do zwykłego zakładu karnego, zaś w dalszej perspektywie prezydent Peru winien rozważyć amnestię dla byłych działaczy MRTA.